# جيم سانبورن
جيم سانبورن (بالإنجليزية: Jim Sanborn)‏ هو نحات أمريكي، ولد في 1945 في واشنطن العاصمة في الولايات المتحدة.

## وصلات خارجية
- جيم سانبورن على موقع إن إن دي بي (الإنجليزية)